# Julián Borchert
Julián Borchert (* 19. September 1999) ist ein deutscher Handballspieler, der für den Viertligisten OSC 04 Rheinhausen spielt.

## Karriere
Borchert begann das Handballspielen beim SC Bottrop. Nachdem der Torwart anschließend beim HC Wölfen Nordrhein gespielt hatte, wechselte er im Jahr 2014 zu TUSEM Essen. In seiner ersten Saison in Essen wurde er mit der B-Jugend deutscher Vizemeister. Zu Beginn der Saison 2017/18 spielte er für die Essener A-Jugend sowie für die in der Oberliga spielende Männermannschaft vom VfL Gladbeck. In derselben Spielzeit stand er zwölf Mal im Tor der Zweitligamannschaft von TuSEM Essen. Borchert war in der Saison 2019/20 zusätzlich per Zweitspielrecht für den Drittligisten SG Schalksmühle-Halver spielberechtigt. In derselben Spielzeit stieg Borchert mit TuSEM Essen, für die er zwei Partien bestritt, in die Bundesliga auf. Anschließend wechselte er vollständig zur SG Schalksmühle-Halver. Im Mai 2021 wechselte er zum Zweitligisten VfL Lübeck-Schwartau. In der Saison 2021/22 hütete er das Tor für die 2. Mannschaft von TUSEM Essen. Anschließend schloss er sich dem Viertligisten OSC 04 Rheinhausen an.